# Parafia św. Katarzyny Aleksandryjskiej na Brooklynie
Parafia św. Katarzyny Aleksandryjskiej na Brooklynie (ang. St. Catharine of Alexandria Parish) – parafia rzymskokatolicka położona w dzielnicy Brooklyn, w stanie Nowy Jork w Stanach Zjednoczonych.
Jest ona wieloetniczną parafią w diecezji Brooklyn, z mszą św. w języku polskim dla polskich imigrantów.
Ustanowiona w 1902 roku i dedykowana św. Katarzynie.